# Ectropis sinarum
Ectropis sinarum là một loài bướm đêm trong họ Geometridae.